# The Underdog EP
The Underdog EP è il secondo EP degli Yellowcard, ed è stato pubblicato nel 2002. Molti sostengono che, durante la realizzazione di questo lavoro, lo stile della band maturò, compiendo la transizione da One for the Kids a Ocean Avenue.
Nonostante la band avesse appena firmato un contratto con la major Capitol Records, la distribuzione dell'EP fu affidata alla Fueled by Ramen perché sarebbe riuscita a farlo uscire prima della Capitol, come volevano gli Yellowcard, in modo da averlo pronto entro l'inizio del Warped Tour. Nel 2011 l'EP è stato ristampato dalla Hopeless Records, con cui all'epoca gli Yellowcard erano sotto contratto.
Finish Line è una canzone ispirata dalla lontananza della band The Starting Line, con la quale gli Yellowcard erano andati in tour per un mese e con cui avevamo stretto amicizia. Dal titolo dell'EP hanno preso il nome i fan degli Yellowcard, chiamati appunto "Underdogs". L'EP è dedicato alla memoria dell'amico Scott Shad, membro degli Inspection 12, morto in un incidente stradale.

## Tracce
1. Underdog – 3:10
2. Avondale – 3:50
3. Finish Line – 3:46
4. Powder – 3:51
5. Rocket – 4:49

## Formazione
- Ryan Key - voce e chitarra
- Benjamin Harper - chitarra elettrica
- Sean Mackin - violino
- Warren Cooke - basso
- Longineu Parsons III - batteria
- Nick Rucker - tastiere, percussioni, produzione, ingegneria e mixaggio
- Mark Chalecki - Masterizzazione presso Capitol Mastering